# Гоплон

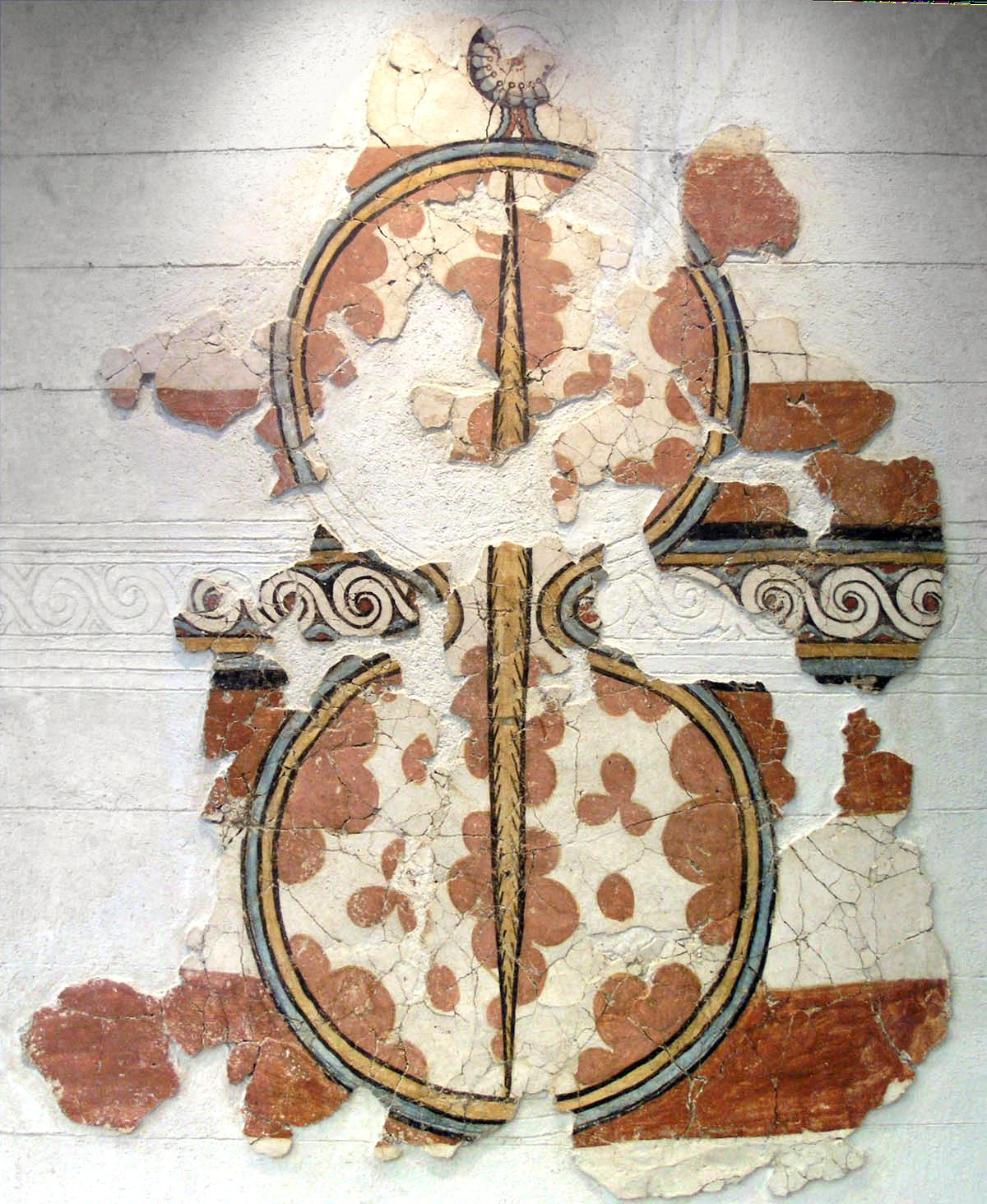
Мікенський щит у вигляді вісімки

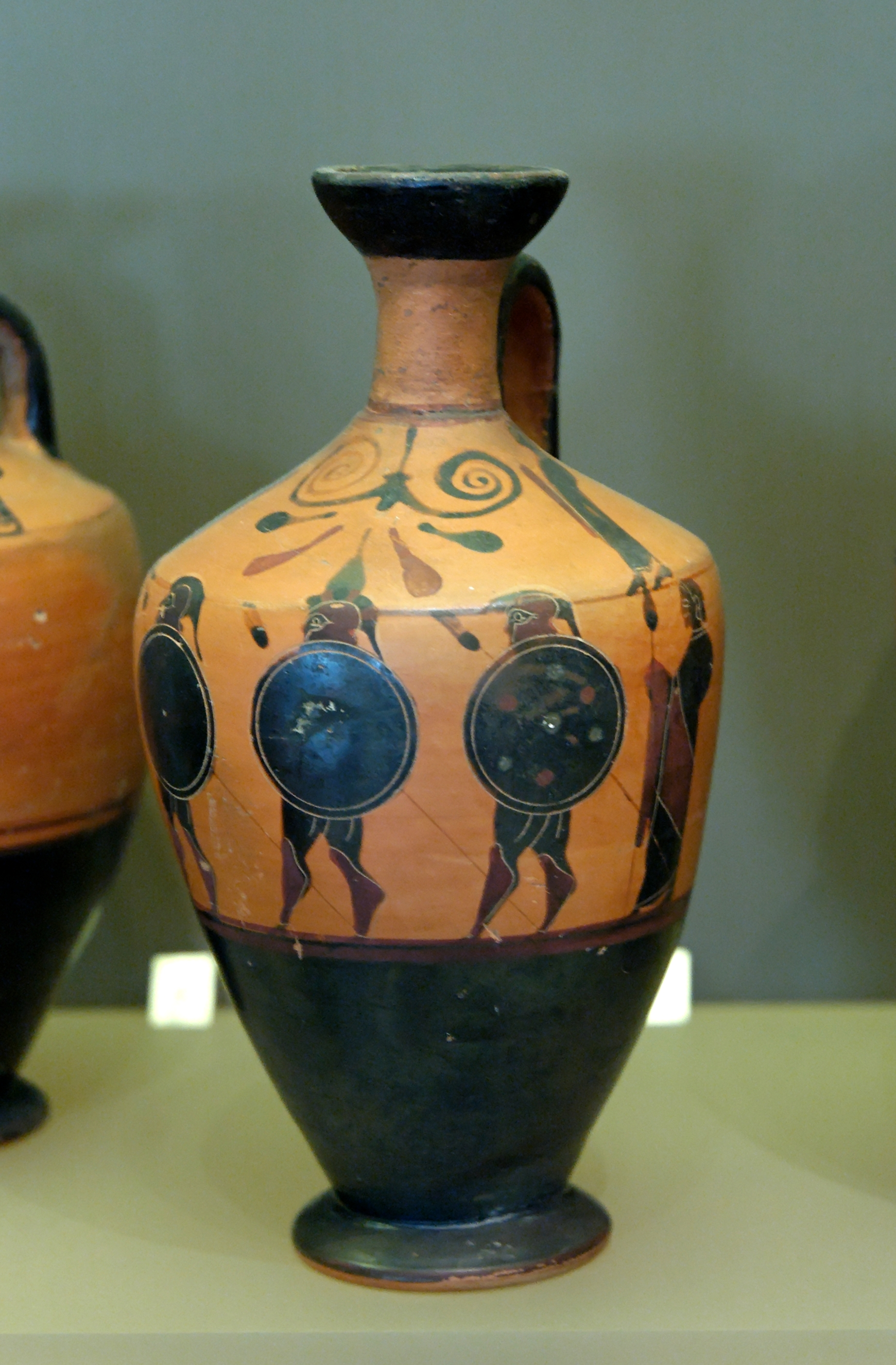
Гопліти з гоплонами на чорнофігурному лекіфі. 510—500 до н. е.

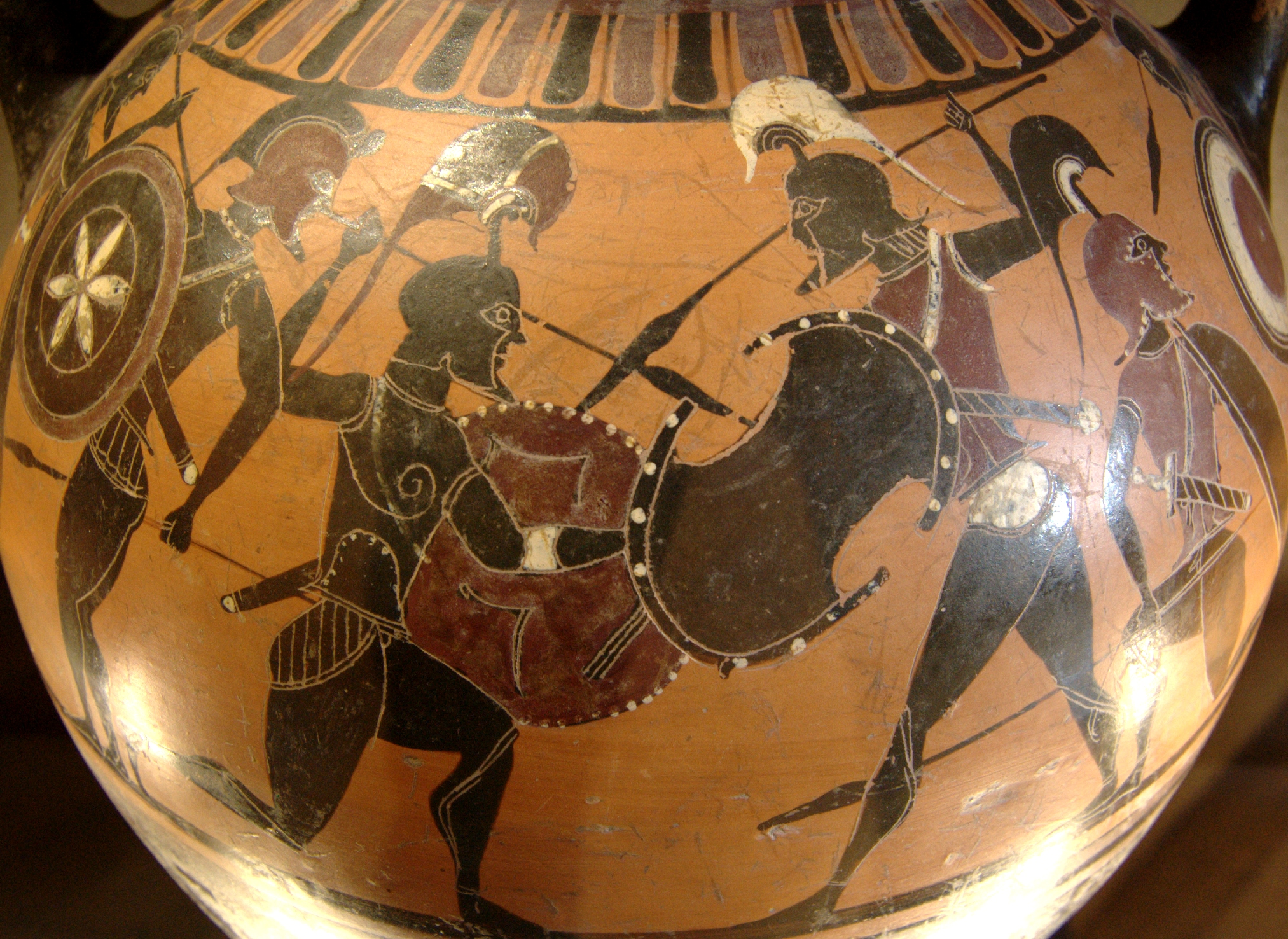
Воїни з гоплонами на давньогрецькій амфорі. Лувр, Париж

Гопло́н (грец. ὅπλον), або аргівський щит, правильніше а́спіс або аспі́да (грец. άσπις, ασπίδα) — круглий опуклий щит давньогрецьких гоплітів. Слово «гоплон» уживають щодо цього щита у багатьох мовах, хоча справжнє його значення — «зброя». Вважається, що гопліти отримали своє найменування за назвою використовуваного ними щита (подібно до того, як пельтасти за назвою щита «пелта»), але не всі погоджуються з цим.

## Опис
Діаметр гоплона варіювався від 80 см до 1 метра; щит прикривав воїна від підборіддя до колін. Цей тип щита з'явився, ймовірно, в VIII столітті до н. е., про що свідчать зображення на кераміці того часу.
Основа гоплона виготовлялася з твердих порід дерева і являла собою з'єднані планки товщиною близько 0,5 см. Найпоширеніший варіант виготовлення: дерев'яну основу з внутрішньої сторони обтягають шкірою, а із зовнішньої покривалають бронзою або залізом. Іноді зовнішній бік теж обтягували шкірою (як правило, бичачою), а з металу робили лише кромку. На внутрішньому боці, у центрі розташовувалася широка бронзова рукоять — порпакс, куди просовували руку до ліктя. Кистю руки воїн стискав другу рукоять, розташовану біля краю щита — антилабе. Її виготовляли з шнура або шкіряного ремінця, пропущеного через дві бронзові петлі. Часто по периметру щита розташовувалися кільця, через які пропускався шнур, який утворював антилабе. На цьому шнурі щит можна було перекинути через плече, наприклад, на марші. Гоплон був досить опуклим для того, щоб верхня кромка спиралася на плече воїна, за рахунок чого щит було легше тримати.
Іноді до нижньої частини гоплона прикріплювали «завіску», яку виготовляли зі шкіри, повсті чи тканини. Прикріпити її коштувало дешевше поножів (хоча майже завжди вони використовувалася разом) і призначалася вона для захисту ніг гопліта від стріл і дротиків. Появу цієї «фіранки» іноді пов'язують з навалою персів на початку V століття до н. е. і зі зростанням ролі легкої піхоти, озброєної метальною зброєю.
Гоплон важив близько 10 кг (у різних джерелах ця цифра варіюється від 6 до 15 кг). Через його тяжкість воїн, що рятувався втечею, у першу чергу позбувався щита, тому втрата щита вважалася ганьбою і суворо каралася (аж до смертної кари). Але це не стосувалося до втрати шолома або панцира, бо вони служили для особистого захисту, а від щита залежала оборона всього загону: завдяки тому, що порпакс знаходився в центрі, ліва половина щита прикривала вже не самого воїна, а його сусіда по фаланзі. Крім усього іншого, на щитах несли з поля бою полеглих воїнів. З цим пов'язують походження знаменитої фрази, приписуваної спартанці Горго, яка, проводжаючи сина на війну, подала йому щит зі словами: «З ним або на ньому» (Ή ταν ή επί τας).

## Емблеми на щитах

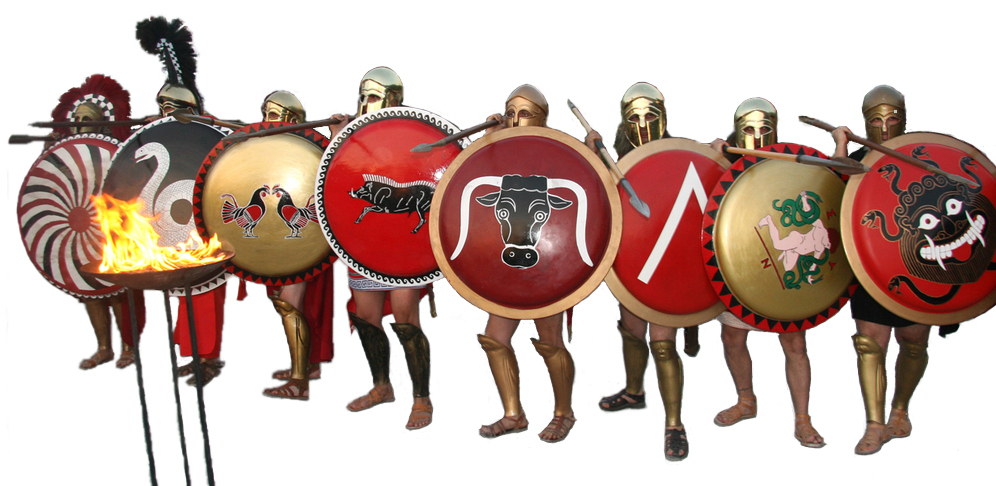
Емблеми на щитах гоплітів

На кінець V століття до н. е. на гоплітських щитах з'являються характерні зображення, які допомагали визначити належність до поліса. На щитах Мессенії зображали літеру Μ (мю), на лакедемонських — Λ (лямбду), на сікіонських — Σ (сигму), на фіванських щитах було зображення палиці, на афінських — сови (символ Афіни), на щитах Мантінеї — тризубець. За малюнками можна також було розрізнити приналежність до різних філ в Аттиці чи до мор у Лакедемоні. Інші символи:
- Триніжок — символ Аполлона
- Восьминіг — символіка неясна.
- Пентаграма (восьмипроменева зоря) — символ Афіни. У давнину його осмислювали як дві накладені одна на другу літери «альфа».
- Півень — символ бога Сонця Геліоса. Два півні — знак гомосексуальної пари, в цьому разі такий щит міг бути подарунком воїну від його коханця.
- М'яч або кільце — емблема Аполлона.
- Півмісяць — емблема Артеміди, сестри Аполлона.
- Бичача голова — вельми популярна емблема. Бик приносився у жертву різним богам. В афінському полісі міг слугувати знаком громади міста Марафона — саме там Тесей, за легендою, вбив критського бика.
- Листя плющу — символ бога виноробства Діоніса
- Келих вина — символ бога виноробства Діоніса[1]

## Інше
- Гопломах — тип давньоримського гладіатора, який наслідував спорядженням давньогрецьких гоплітів. Його назва походить від грецького ὁπλομάχος, яке означає «озброєний боєць» або «воїн з гоплоном».
- Від дав.-гр. ἀσπίς (род. відм. ἀσπίδος) походить слово аспід, аспид («єгипетська кобра», у переносному значенні — «змій», «диявол»). Назва дана з огляду на щитоподібні лусочки кобри чи щитоподібну форму її голови[2].